# Efterforskningen
Efterforskningen (literalment en català "La investigació") és una sèrie de televisió per internet danesa de només 6 episodis dirigida per Tobias Lindholm i distribuïda pels canals danès TV 2 Danmark i suec Sveriges Television el desembre de 2020. La sèrie està basada en la investigació duta a terme per la policia de Copenhaguen per aclarir l'assassinat de la periodista sueca Kim Wall que va desaparèixer l'11 d'agost de 2017 a bord de l'UC3 Nautilus, un minisubmarí de propietat de l'inventor danès Peter Madsen.
En cap moment de la sèrie es mostren imatges ni de la víctima ni de l'acusat, sinó que només se centra en la recerca de proves per poder avalar l'acusació d'assassinat i la sol·licitud de cadena perpètua per part de la fiscalia danesa.

## Argument
La unitat d’homicidi de la policia de Copenhaguen, dirigida per l'inspector Jens Møller, intenta resoldre la desaparició i posterior assassinat de la periodista sueca Kim Wall que surt a la llum després del naufragi en circumstàncies sospitoses del submarí a la badia de Køge.

## Repartiment
- Søren Malling com a l'inspector en cap Jens Møller Jensen.
- Pilou Asbæk com el fiscal encarregat del cas Jakob Buch-Jepsen.
- Rolf Lassgård com a Joachim Wall, pare de la periodista Kim Wall.
- Pernilla August com a Ingrid Wall, mare de la periodista Kim Wall.
- Laura Christensen com la investigadora Maibritt Porse.
- Hans Henrik Clemensen com l'investigador Nikolaj Storm.
- Dulfi Al-Jabouri com l'investigador Musa Amin.
- Henrik Birch com a Lars Møller, cap de l'equip de submarinistes.
- Charlotte Munck com a Kirstine, parella de Jens Møller.
- Josephine Park com a Cecilie, filla de Jens Møller.

## Episodis
| Núm. d'història | Episodi | Títol                           | Direcció        | Guió            | Data d'estrena         |  |
| --------------- | ------- | ------------------------------- | --------------- | --------------- | ---------------------- |  |
| 1               | 1       | "Day 1"                         | Tobias Lindholm | Tobias Lindholm | 11 de desembre de 2020 |  |
|                 |         |                                 |                 |                 |                        |  |
| 2               | 2       | "Det vi ved, og det vi antager" | Tobias Lindholm | Tobias Lindholm | 11 de desembre de 2020 |  |
|                 |         |                                 |                 |                 |                        |  |
| 3               | 3       | "Jagten"                        | Tobias Lindholm | Tobias Lindholm | 11 de desembre de 2020 |  |
|                 |         |                                 |                 |                 |                        |  |
| 4               | 4       | "1280 meter "                   | Tobias Lindholm | Tobias Lindholm | 11 de desembre de 2020 |  |
|                 |         |                                 |                 |                 |                        |  |
| 5               | 5       | "Et helt menneske"              | Tobias Lindholm | Tobias Lindholm | 11 de desembre de 2020 |  |
|                 |         |                                 |                 |                 |                        |  |
| 6               | 6       | "In dubio pro reo"              | Tobias Lindholm | Tobias Lindholm | 11 de desembre de 2020 |  |

## Repercussió mediàtica
L'assassinat de Kim Wall i la investigació portada a terme, principalment, per la policia danesa, varen tenir una gran repercussió mediàtica. Mitjans com la BBC o el New York Times en van fer un seguiment.

## Localització
Per simular l'interior de la comissaria es varen enregistrar escenes als passadissos de l'edifici TV-Byen, antiga seu de l'emissora nacional danesa DR, situada a Gladsaxe, a uns 9 quilòmetres al nord-oest del centre de Copenhaguen.